# Sebestyén Balázs
Sebestyén Balázs Ottó (Budapest, 1977. július 18. –) magyar televíziós és rádiós személyiség és televíziós műsorproducer, DJ. 

## Magánélete
Budapesten született, két évig Pécsen élt a Páfrány utcában. Hétéves kora körül szülei elváltak, így egészségügyben dolgozó édesanyja egyedül nevelte fel testvérével. Évekig a Vasas színeiben birkózott az iskola mellett. Mivel sportoló szeretett volna lenni, egy szlovák nyelvű gimnáziumba jelentkezett, amelynek volt sporttagozata. Ennek köszönhető, hogy szlovák nyelvből is érettségizett, noha családjának semmilyen szlovák kapcsolata nincsen. Egyetemi tanulmányait a Szegedi Tudományegyetem Budapest Média Intézetében kezdte, majd átjelentkezett Szegedre, ahol Angol-kommunikáció szakon tanul, de végül nem szerzett diplomát, nem fejezte be az egyetemet.  Húszéves korában szinte véletlenül cseppent a médiába, egy ismerőse javaslatára ment el a Z+ zenei televízió műsorvezető válogatására, ahol felvették. Magánéletét védi a sajtó elől. Nős, 2009 nyarán összeházasodott Horváth Viktóriával, akit - többek között - a TV2-n futó Bennfentes című műsor vezetőjeként ismerhettünk. Első gyermekük, Benett 2009. október 18-án látta meg a napvilágot. Második gyermekük, Noel 2014. december 18-án született.
Családjával Diósdon él.

## Filmográfia
Sebestyén Balázs a Z+-on kezdte pályafutását, a Megálló című kívánságműsorban. Azóta többféle műsorban szerepelt már, volt már a csábítók között összeugrasztó a Kísértésben, vagy nagy nevettető, megviccelő a Kész átverés című műsorban. Vezetett már bokszmérkőzést a Sztárbox műsor keretei között, majd a Balázs show műsorvezetője lett, amely a Mónika showhoz hasonló volt. Ezután a Legyen Ön is milliomos! egykori műsorvezetőjével, Vágó Istvánnal a Pókerarc című vetélkedőben. 2008 majd 2014 októberében és novemberében a Celeb vagyok, ments ki innen! egyik műsorvezetője volt Vadon János mellett. 2007 és 2012 folyamán nagy sikere volt A Széf című kvízműsorral.
A televíziózás mellett a rádiózással is foglalkozik, a Class FM reggeli műsorát, a Morning Show-t vezette 2009 és 2016 között Vadon Jánossal és Rákóczi Ferenccel. A rádió analóg sugárzásának elvesztése után a Rádió 1-en vezeti a Balázsék elnevezésű reggeli műsort Vadon Jánossal és Rákóczi Ferenccel. 2023-ban Vadon Jánost felváltotta Ráskó Eszter.

### Film
| Év   | Cím         | Szerep                 | Megjegyzés |
| ---- | ----------- | ---------------------- | ---------- |
| 2007 | Noé bárkája | Televíziós műsorvezető |            |

### Televízió

#### Sorozat
| Év   | Cím     | Szerep | Megjegyzés                                                            |
| ---- | ------- | ------ | --------------------------------------------------------------------- |
| 2019 | A tanár | Önmaga | Vendég; Epizód: 2. évad, 8. rész; Balázs Show-ból archív hangfelvétel |

#### Műsor
| Év               | Cím                             | Szerepkör             | Csatorna                       | Megjegyzés                                                              |
| ---------------- | ------------------------------- | --------------------- | ------------------------------ | ----------------------------------------------------------------------- |
| 1997–2003        | Megálló                         | műsorvezető           | Z+, VIVA+                      |                                                                         |
| 2003–2008        | Balázs show                     | műsorvezető           | RTL Klub                       |                                                                         |
| 2004             | Sztárbox                        | műsorvezető           | RTL Klub                       |                                                                         |
| 2004             | Esti Showder                    | szereplő              | RTL Klub                       | Vendég; Epizód: „2. évad 9. rész”                                       |
| 2004             | A Kísértés                      | műsorvezető           | RTL Klub                       |                                                                         |
| 2005             | Rettegés foka VIP               | játékos               | RTL Klub                       |                                                                         |
| 2006–2009        | Kész átverés                    | műsorvezető           | RTL Klub                       |                                                                         |
| 2007–2008        | Pókerarc                        | műsorvezető           | RTL Klub                       | Vágó Istvánnal vezette                                                  |
| 2007             | New York Poker Open             | műsorvezető           | RTL Klub                       |                                                                         |
| 2008–2014, 2022– | Celeb vagyok, ments ki innen!   | műsorvezető           | RTL Klub                       | Vadon Janival                                                           |
| 2007–2012        | A széf                          | műsorvezető           | RTL Klub                       |                                                                         |
| 2009             | Esti Frizbi                     | szereplő              | Story4                         | Vendég; Epizód: „2009-03-1”                                             |
| 2009, 2024–2025  | Kalandra fal!                   | műsorvezető           | RTL Klub                       | Az 1. évadot Vadon Janival vezette, a 2. évadot pedig Istenes Bencével. |
| 2010             | X-Faktor                        | műsorvezető           | RTL Klub                       | Ördög Nórával vezette; 19 epizód                                        |
| 2010–2011        | Való Világ 4                    | műsorvezető           | RTL Klub                       | Liluval és Stohl Andrással vezette                                      |
| 2011–2012        | Való Világ 5                    | műsorvezető           | RTL Klub                       | Liluval vezette                                                         |
| 2011             | Szerelem a legfelsőbb szinteken | műsorvezető           | RTL Klub                       | Liluval vezette; 20 epizód                                              |
| 2012–2017        | 1 perc és nyersz!               | műsorvezető           | RTL Klub                       | 81 epizód                                                               |
| 2012             | A kód                           | műsorvezető           | RTL Klub                       | 63 epizód                                                               |
| 2013             | Vundersőn és Zuperszexi         | műsorvezető           | RTL Klub                       | Vadon Janival vezette; 9 epizód                                         |
| 2014             | 4N4LN – A családi játszma       | műsorvezető           | RTL Klub                       |                                                                         |
| 2015             | Hungary’s Got Talent            | műsorvezető           | RTL Klub                       | Dombóvári Istvánnal vezette; 11 epizód                                  |
| 2015–2019        | Gyertek át!                     | műsorvezető           | RTL Klub                       | 45 epizód                                                               |
| 2016–2019        | Gyertek át!                     | producer              | RTL Klub                       | 34 epizód                                                               |
| 2016             | Gyertek át!                     | játékos               | RTL Klub                       | 2. évad 8. epizód                                                       |
| 2022-            | Gyertek át!                     | műsorvezető, producer | RTL+                           |                                                                         |
| 2016             | DTK: Elviszlek magammal         | szereplő              | WMN Magazin                    | Vendég; Epizód: „Sebestyén Balázs”                                      |
| 2016–jelen       | Nyerő páros                     | műsorvezető           | RTL Klub                       | 117 epizód                                                              |
| 2016             | Kicsi óriások                   | műsorvezető           | RTL Klub                       |                                                                         |
| 2017             | KrizShow                        | szereplő              | ATV                            | Vendég; 3 epizód                                                        |
| 2017             | Alinda                          | szereplő              | Hír TV                         | Vendég; Epizód: „Sebestyén Balázs”                                      |
| 2017–jelen       | Reggeli                         | szereplő              | RTL Klub                       | Vendég; 2 epizód                                                        |
| 2017–2018        | A Fal                           | műsorvezető           | RTL Klub                       | 52 epizód                                                               |
| 2019             | Hello, WMN!                     | szereplő              | WMN Magazin                    | Vendég; Epizód: „Túlélni a médiát – avagy: a hírnév ára”                |
| 2019             | Lélekséta                       | szereplő              | Bagdi Bella                    | Vendég; Epizód: „Lélekséta Bagdi Bellával és Sebestyén Balázzsal”       |
| 2020             | Lélekközösség korona idején     | szereplő              | LélekKözösség Peller Mariannal | Vendég; Epizód: „Peller Mariann, Sebestyén Balázs”                      |
| 2020             | Heti napló                      | szereplő              | ATV                            | Vendég; Epizód: „Sebestyén Balázs”                                      |
| 2021             | Maflás                          | szereplő              | 168                            | Vendég; Epizód: „Sebestyén Balázs és Csernus Imre”                      |
| 2021             | Concorde podcast                | szereplő              | Concorde Csoport               | Vendég; Epizód: „Beszélgessünk a kriptokról - Sebestyén Balázs”         |
| 2021             | Péntek Esti Partizán            | szereplő              | Partizán                       | Vendég; Epizód: „Sebestyén Balázs”                                      |
| 2021             | UTAZÁS A LELKED KÖRÜL           | szereplő              | LélekKözösség Peller Mariannal | Vendég; Epizód: „SEBESTYÉN BALÁZS”                                      |
| 2022             | RTL Sztori                      | szereplő              | RTL                            | Vendég; 1. rész                                                         |
| 2020, 2024-      | Álarcos Énekes                  | nyomozó               | RTL                            | 24 epizód; 1. évad–2. évad                                              |

### Rádió
| Év         | Cím                              | Szerepkör   | Csatorna       | Megjegyzés |
| ---------- | -------------------------------- | ----------- | -------------- | ---------- |
| 2002–2004  | Hello Deejay                     | műsorvezető | Rádió Deejay   |            |
| 2002–2004  | 50 Songs                         | műsorvezető | Rádió Deejay   |            |
| 2004–2006  | Reggeli Torma                    | műsorvezető | Rádió Deejay   |            |
| 2006       | Danubius Reggeli Triós           | műsorvezető | Danubius Rádió |            |
| 2009       | Danubius Pirítós                 | műsorvezető | Danubius Rádió |            |
| 2009–2016  | Morning Show                     | műsorvezető | Class FM       |            |
| 2016–jelen | Balázsék (korábban Reggeli Show) | műsorvezető | Rádió 1        |            |

## Könyve
| Név              | Cím                | Kiadó  | Kiadás éve | ISBN               |
| ---------------- | ------------------ | ------ | ---------- | ------------------ |
| Sebestyén Balázs | Szigorúan bizalmas | I.A.T. | 2008       | ISBN 9789639885011 |

Első könyve 2008-ban jelent meg, „Szigorúan bizalmas” címmel, a Gast Royal támogatásával.
Ha a színes magazinokat, újságokat megszavaztatnák, kit ismernek legkevésbé, az elsők között valószínűleg Sebestyén Balázs neve vetődne fel. Nem véletlenül. A fiatal televíziós műsorvezető ritkán nyilatkozik, tudatosan távol tartja magánéletétől a sajtót. Talán éppen ettől lett mostanra annyira titokzatos. Nap, mint nap látjuk, rengetegen rajonganak érte, mégis alig tudunk róla valamit. Mostanáig. Első kötetében ugyanis olyan mélységekig enged betekintést legbensőbb gondolataiba, hogy az olvasó szinte beleszédül. Sebestyén Balázs első könyve kilóg a sztárkönyvek sorából. Könnyű sztorizás helyett az élet nagy kérdéseire keres választ. Érdekes, hogyan vélekedik mindezekről egy harmincas évei elején járó fiatalember. Érzelmek, titkok, vívódások és csalódások között vezet végig, mi pedig csak álmélkodunk: "Ez hát az igazi Sebestyén Balázs!" A tévés műsorvezető búcsút vett a könnyed csevegéstől, és elgondolkodtató mélyinterjúkat készített. Hevesi Tamással a szabadságról, Petrezselyem Józseffel a pránanadiról, Domján Lászlóval az emberi elme lehetőségeiről, Ernyey Bélával az önkifejezésről, Nagy Bandó Andrással a szellemi hagyatékról, Joó Istvánnal az állati párhuzamokról, Wollák Zsuzsával önmagunk elfogadásáról beszélgetett. Ön miről szokott csevegni a barátaival? Balázs első írása jó téma lehet.

## Hobbijai
Hobbija a lovaglás, a síelés, az íjászat és a tenisz. A pránanadi elkötelezett híve.

## Díjai
- Story Ötcsillag-díj – Legjobb műsorvezető (2008, 2009, 2010, 2011, 2013, 2015)
- Televíziós Újságírók Díja – Legjobb férfi műsorvezető (2016)[9]